# Ilan Mitchell-Smith
Ilan Mitchell-Smith (New York, 29 giugno 1969) è un attore statunitense famoso per avere interpretato il co-protagonista nel film La donna esplosiva di John Hughes del 1985.

## Biografia
La prima passione di Ilan era il balletto. Quando era ancora un ragazzino ha vinto una borsa di studio per andare alla School of American Ballet. Lì è stato notato da un direttore del casting, che l'ha voluto nel film Daniel di Sidney Lumet.
Successivamente ha interpretato i film The Wild Life e La donna esplosiva, dove rivestiva il ruolo di un nerd che si improvvisava scienziato insieme al suo amico. Alla fine degli anni 90 decide di abbandonare la carriera cinematografica per dedicarsi alla produzione di videogiochi e all'insegnamento.

### Vita privata
Si è sposato nel 1995 e ha avuto due figli.

## Filmografia
- Daniel di Sidney Lumet (1983)
- The Wild Life di Art Linson(1984)
- La donna esplosiva (Weird Science), regia di John Hughes (1985)
- Superboy - Serie TV (1988)
- The cholotate War di Keith Gordon (1988)